# 神垣陸
神垣 陸（かみがき りく、1998年7月14日 - ）は、群馬県出身のサッカー選手。Jリーグ・奈良クラブ所属。ポジションはミッドフィールダー。

## 来歴
地元のジュニアユースではサイドバックでプレーしていたが、中学3年の時にボランチにコンバートされ、そのプレーが尚志高校の仲村浩二監督の目に止まり越境入学、キック精度と危機察知能力に優れたボランチとして注目を集める。
その後桐蔭横浜大学に進学しサッカー部でプレー。3年生の当初は社会人登録のリザーブチームに所属するなどしていたが、その後トップチームに昇格。第68回全日本大学サッカー選手権大会準優勝のメンバーとしてもプレーした。
2020年12月7日、2021年シーズンからのレノファ山口FC加入内定が発表された。
2021年3月13日、J2第3節・アルビレックス新潟戦に途中出場しプロデビュー。6月19日、J2第19節・ヴァンフォーレ甲府戦でプロ初ゴールを決めた。
2023年12月12日、契約満了による退団が発表された。12月13日にカンセキスタジアムとちぎで行われたJリーグ合同トライアウトに参加し、12月30日に奈良クラブへの加入が発表された。

## エピソード
- MF橘田健人（川崎）・DF遠藤凌（新潟）・MF松本幹太（山形）・FW鳥海芳樹（甲府）・DF岩下航（熊本）・FW加々美登生（岩手）はいずれも2021年にプロ入りする桐蔭横浜大学の同期。同学年から7名がプロ入りするのは桐蔭横浜大学始まって以来だという[8]。

## 所属クラブ
- 前橋FC
- 2014年 - 2016年 尚志高等学校
- 2017年 - 2020年 桐蔭横浜大学
- 2021年 - 2023年 レノファ山口FC
- 2024年 -  奈良クラブ

## 個人成績
| 国内大会個人成績 | 国内大会個人成績 | 国内大会個人成績 | 国内大会個人成績 | 国内大会個人成績 | 国内大会個人成績 | 国内大会個人成績 | 国内大会個人成績 | 国内大会個人成績 | 国内大会個人成績 | 国内大会個人成績 | 国内大会個人成績 |
| 年度             | クラブ           | 背番号           | リーグ           | リーグ戦         | リーグ戦         | リーグ杯         | リーグ杯         | オープン杯       | オープン杯       | 期間通算         | 期間通算         |
| 年度             | クラブ           | 背番号           | リーグ           | 出場             | 得点             | 出場             | 得点             | 出場             | 得点             | 出場             | 得点             |
| 日本             | 日本             | 日本             | 日本             | リーグ戦         | リーグ戦         | リーグ杯         | リーグ杯         | 天皇杯           | 天皇杯           | 期間通算         | 期間通算         |
| ---------------- | ---------------- | ---------------- | ---------------- | ---------------- | ---------------- | ---------------- | ---------------- | ---------------- | ---------------- | ---------------- | ---------------- |
| 2020             | 桐蔭横浜大       | 7                | -                | -                | -                | -                | -                | 2                | 0                | 2                | 0                |
| 2021             | 山口             | 26               | J2               | 27               | 1                | -                | -                | 1                | 0                | 28               | 1                |
| 2022             | 山口             | 26               | J2               | 26               | 0                | -                | -                | 2                | 0                | 28               | 0                |
| 2023             | 山口             | 26               | J2               | 28               | 0                | -                | -                | 1                | 0                | 29               | 0                |
| 2024             | 奈良             | 25               | J3               | 33               | 3                | 1                | 0                | 2                | 0                | 36               | 3                |
| 通算             | 日本             | 日本             | J2               | 81               | 1                | -                | -                | 4                | 0                | 85               | 1                |
| 通算             | 日本             | 日本             | J3               | 33               | 3                | 1                | 0                | 2                | 0                | 36               | 3                |
| 通算             | 日本             | 日本             | 他               | -                | -                | -                | -                | 2                | 0                | 2                | 0                |
| 総通算           | 総通算           | 総通算           | 総通算           | 114              | 4                | 1                | 0                | 8                | 0                | 123              | 4                |

出場歴
- Jリーグ初出場 2021年3月13日 J2第3節 アルビレックス新潟戦（維新みらいふスタジアム）
- Jリーグ初得点 2021年6月19日 J2第19節 ヴァンフォーレ甲府戦（JIT リサイクルインク スタジアム）